# Dialogues d’histoire ancienne
Dialogues d’histoire ancienne (DHA) ist eine 1974 gegründete internationale wissenschaftliche Zeitschrift mit Sitz in Frankreich, die sich mit dem Studium der Antike befasst. Sie wird vom Institut des sciences et techniques de l’Antiquité (ISTA) der Universität der Franche-Comté mit der Unterstützung des Centre national de la recherche scientifique (CNRS) erstellt und in Besançon von den Presses universitaires de Franche-Comté herausgegeben. Dialogues d’histoire ancienne erscheint im halbjährlichen Rhythmus und veröffentlicht Artikel in den Sprachen Französisch, Englisch, Deutsch, Italienisch, Spanisch und Portugiesisch.

## Geschichte
Die Zeitschrift Dialogues d’histoire ancienne wurde 1974 von Pierre Lévêque gegründet. Ihr Ziel ist es, die Forschungen von Altertumshistorikern im Rahmen eines umfassenden Ansatzes zur Alten Geschichte zu veröffentlichen, allerdings unter einem multidisziplinären und internationalen Blickwinkel. Seit Anfang 2007 sind die ältesten Ausgaben der Zeitschrift im Internet auf der ISTA-Website und im Zeitschriftenportal Persée verfügbar, wo sie frei einsehbar sind und Volltextsuchen durchgeführt werden können. Die neueren Ausgaben werden sofort frei zugänglich auf der Plattform Cairn.info verbreitet.

## Belege
1. ↑  Vorstellung der Zeitschrift DHA auf der lSTA-Website. Abgerufen am 5. Februar 2024.
2. ↑  ISTA – Catalogue des DHA (num. et suppl.), abgerufen am 19. September 2023 (französisch)
3. ↑  Dialogues d'histoire ancienne – Persée, abgerufen am 19. September 2023 (französisch)
4. ↑  DHA Katalog auf Cairn. Abgerufen am 5. Februar 2024.